# Henriksdalsberget

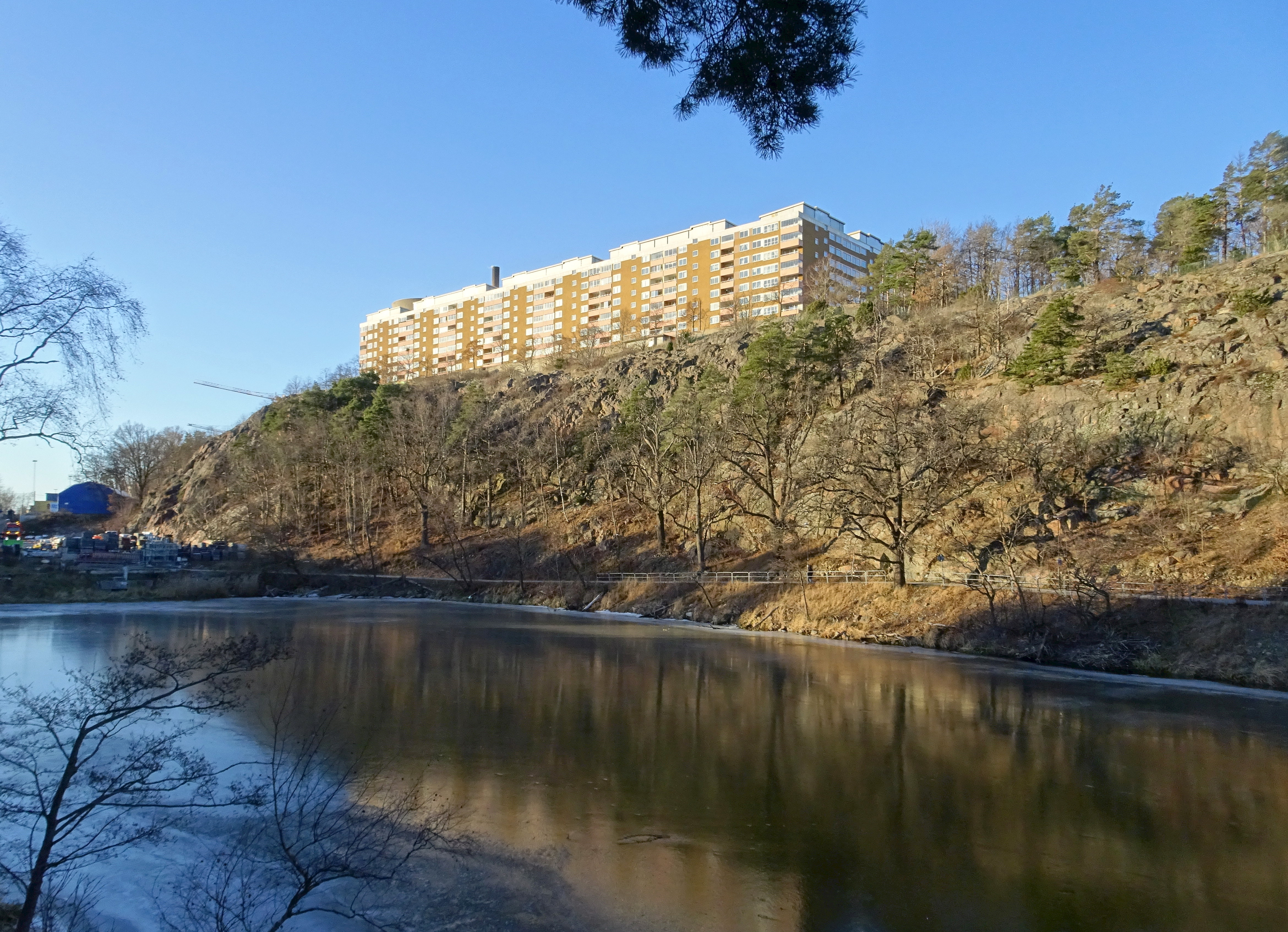
Henriksdalsberget sett över Svindersviken, januari 2022. På berget syns bostadsområdet Henriksdalsringen.

Henriksdalsberget är ett berg i Södermanland
med bostadsområdet Henriksdalsringen, skogen Trolldalen och Henriksdals reningsverk, på gränsen mellan Nacka kommun och Stockholms kommun. Bostadsområdet uppfördes 1964–1969 efter ritningar av arkitekterna Erik och Tore Ahlsén. Efter att bygget stod klart valde de två bröderna att flytta till området. 
Området beskrivs i Nacka kommuns kulturmiljöprogram som ett särskiljt värdefullt exempel från sin byggnadsepok. Områdets borglikande siluett är en utmärkande del av Stockholms stadsbild och dess ockragula fasader valdes för att harmonisera med det närliggande Södermalm. Karakteristiskt för området är även dess stora bilfria gård med 8 st lekplatser, pulkabacke, förskola, utegym och odlingslotter. 
Den västra delen ligger i Stockholm och tillhör stadsdelen Södra Hammarbyhamnen. Här finns den högsta punkten inom Stockholms innerstad, 57 meter över havet. I berget ligger Henriksdalstunneln (invigd 1893) och Henriksdals reningsverk (invigd 1941). Östra delen omfattar naturområdet Trolldalen. Området kallas i folkmun för Henkan alternativt det numera mer sällsynta Dasslocket, vilket anspelar på att bostadsområdet ligger rakt ovanför Henriksdals reningsverk, som är insprängt i berget. Området trafikeras av SL-busslinjerna 53 från Karolinska institutet, 55 från Finnberget och Tanto och 469 från Finnberget och Nacka sjukhus.

## Historik

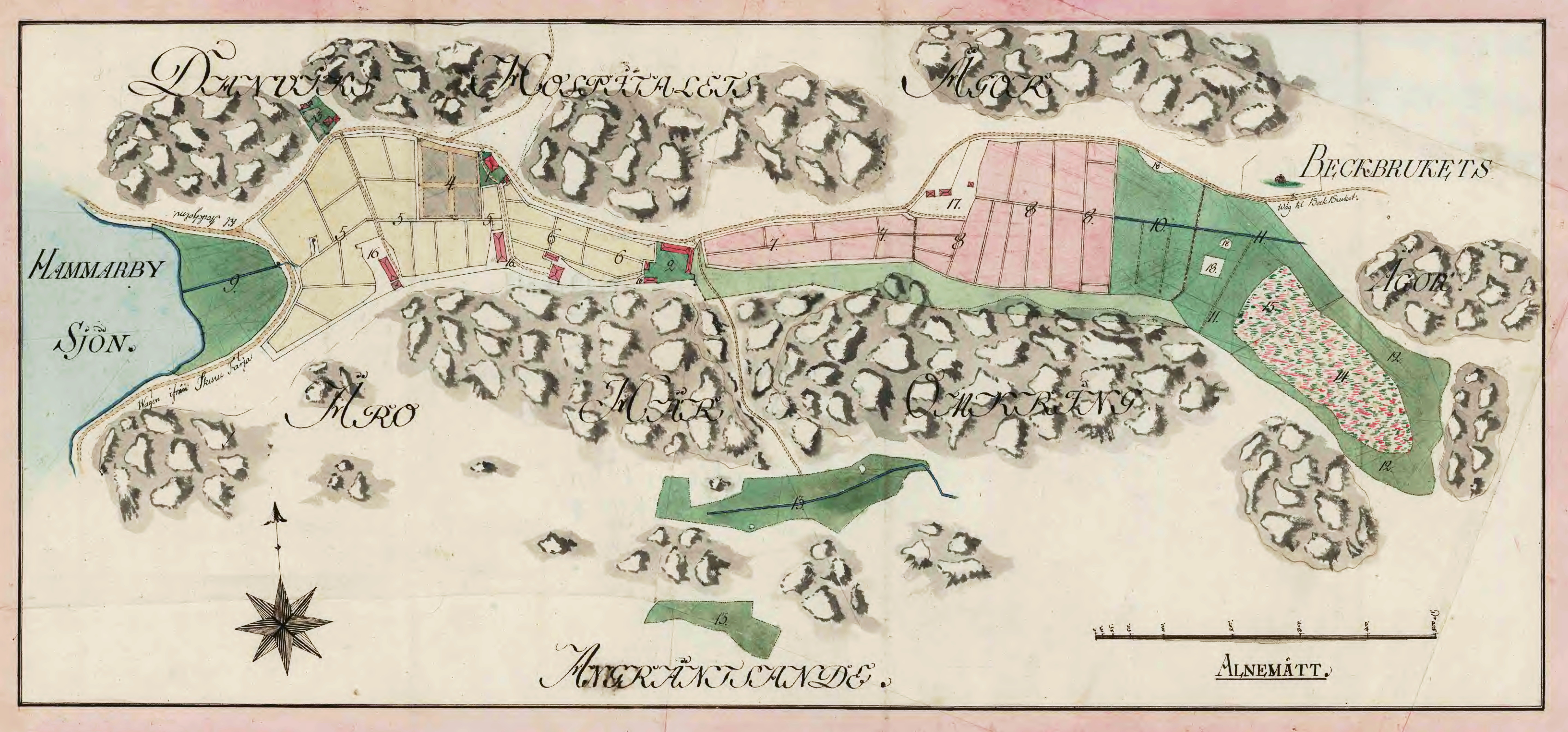
Henriksdals gård och odlingsmark på Israel Ströms arealavmätning från 1795.

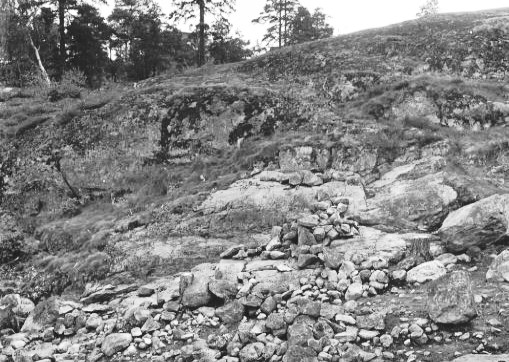
Henriksdalsbergets fornborg 1967.

På forntiden var berget en ö mellan Svindersviken och Saltsjön. På Henriksdalsbergets platå finns resterna av en fornborg med storlek ca 800 x 350 meter. Borgen är mycket skadad av stentäkt och bygget av Henriksdals reningsverk. Någon närmare datering av borgen finns inte, men det är sannolikt att den - liksom många fornborgar - kan dateras till 400-500-talet (folkvandringstid). Idag återstår endast ett ca 70 meter långt parti av muren. Borgen kan ha varit en av flera i en anläggning för försvar av farleden in till Mälaren. 
I samband med en arkeologisk utredning utfördes dykningar i Svindersviken med förhoppning att kunna datera borgen, men inga fynd framkom. Att det dock fanns vikingar här visar den så kallade Finnbodaskatten som hittades vid närbelägna Finnboda år 1735. Den antas ha blivit nedgrävd i mitten av 1000-talet.
På äldre kartor kallas trakten för Danvikens Hospitals utmarker, Lugnaberget eller Trollberget. Området har sitt namn efter egendomen Hindriksdal som i sin tur uppkallades efter åldermannen i notfiskarämbetet Henrik (eller Hindric) Österman vilken byggde sig på 1760-talet en gård i dalgångens nordvästra del (se Henriksdals gård). Gården Henriksdal fanns kvar in på 1960-talet, då området började bebyggas. 1893 invigdes Saltsjöbanan med den 337 meter långa Henriksdalstunneln, som går genom berget. 
År 1936 påbörjades bygget av Henriksdals reningsverk, som invigdes 1941 av borgarrådet Yngve Larsson. I berget finns en mängd reningsbassänger och tunnlar och verkets skorsten reser sig intill bostadsområdet uppe på bergets västra del. Intill skorstenen finns Hammarby sjöstadsverks byggnader som anlades i samband med utbyggnaden av Hammarby sjöstad och invigdes i oktober 2003.

## Bostadsområdet Henriksdalsringen
Redan år 1946 påbörjades projekteringen av bostäder på Henriksdalsberget, men frågetecknen kring trafiklederna på västra Sicklaön kom att fördröja byggandet. Först i mitten av 1960-talet, när frågan om Österleden samt Värmdöledens sträckning var avgjord kunde bygget projekteras. Byggherre var Bostads AB Nacka-Stockholm som gav i uppdrag åt fastighetsbolaget Stockholmshem att bygga området. Husen uppfördes åren 1964-1969 i ramen för miljonprogrammet med 770 lägenheter och runt 1.700 invånare kring en öppen och bilfri gård. Arkitekter var bröderna Erik och Tore Ahlsén, som beskrev sitt uppdrag enligt följande:
| ” | Vi fick i uppdrag av Nacka kommun att göra ett planförslag för hela Henriksdalsområdet - hela halvön. Det var år 1946. Sedan fortsatte uppdraget med delområden som Finnberget, själva Henriksdalsplatån m.m. Österleden skulle ju gå över området och spelade hela tiden med i arbetet.[...] I Henriksdalsberget har vi 10.5 meter tjocka hus. Där har vi det ljusa trapphuset, det ljusa badrummet och det relativt grunda rummet med en mer kvadratisk form. Det var möjligt eftersom huset var smalt [...] | „ |

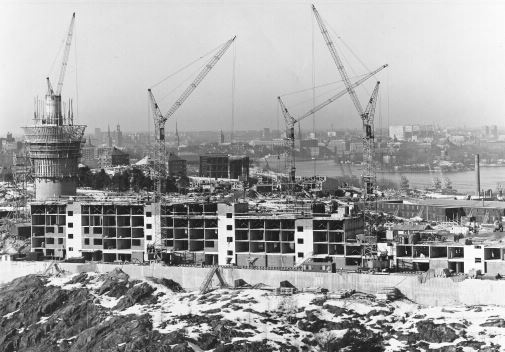
Henriksdalsbergets bebyggelse 1968.

Husen är i stort sett en lång, sammanhängande byggnadsvolym med fyra till sju våningar. De flesta lägenheter är på tre rum och kök. Bilplatser är ordnade i en terrassvåning under bostadshusen. Arkitekterna försökte tillvarata bergets natur och ta hänsyn till det dominanta läget i stadslandskapet. Husen är byggda i lättbetong och fasadernas färgsättning är enhetligt varm gulockra mot utsidan, medan gårdssidan gestaltades varm grå, balkongfronternas kulör går i orange, men på orenoverade delar av området har färgen kritats (åldrats) på balkongplåtarna och går i rosa. Huvudgatan är Henriksdalsringen, som går i en ring runt husen. I nordöstra delen av området placerade arkitekterna en liten centrumanläggning med bilparkering och närservice som livsmedelsaffär, restaurang, frisör och kemtvätt.
Inne på gården låg till en början Henriksdals skola, byggd för grundskolans lågstadium och färdig till höstterminens början 1968. Byggnaden utformades som en paviljong och dess fasader kläddes med brunlaserad träpanel och mörkröda detaljer. Trots skolelevers och föräldrars protester, stängdes skolverksamheten hösten 1992. Anledning var bland annat bristande elevunderlag och mögelproblem. Skolbyggnaden ombyggdes sedan till bostäder för småhushåll och den tidigare skolgården försågs med ett klimatskyddande tak.
Till området hörde även en minigolfbana, läkarmottagning, bensinstation och postkontor som också lades ner. Idag finns fritidsgård, lekplatser, bollplaner och lokaler för barnomsorg. På våren 2012 öppnade en förskola i en ny byggnad på innergården. Förskolan har fyra avdelningar för 80 barn. Samtidigt med bostadsområdet färdigställdes Henriksdals vattentorn. Tornet är 35 meter högt och toppen ligger 83 meter över havet. Vattentornet liknar en svamp och är ett landmärke för Nacka då det syns från flera platser i Stockholm. 

### Ombildning till bostadsrätter
Bostadsbebyggelsen utgörs av tre fastigheter som fram till sommaren 2009 ägdes av det kommunala allmännyttiga fastighetsbolaget Stockholmshem. I april 2009 ombildades fastigheten närmast Kvarnholmsvägen (BRF Utsikten,  Henriksdalsringen 1-35). I juni 2009 ombildades fastigheten närmast Alphyddan (BRF Svindersvik, Henriksdalsringen 73-125). I oktober 2009 ombildades den tredje (BRF Henriksdalshöjden, Henriksdalsringen 37-71). Därmed fanns det inga allmännyttiga bostäder kvar i Nacka kommun och Stockholmshem hade avvecklat sitt bostadsinnehav utanför hemkommunen. Värderingen låg på 11 609 kronor per kvadratmeter, vilket var i nivå med jämförbara objekt i Farsta.

### Bilder, bostadsområdet

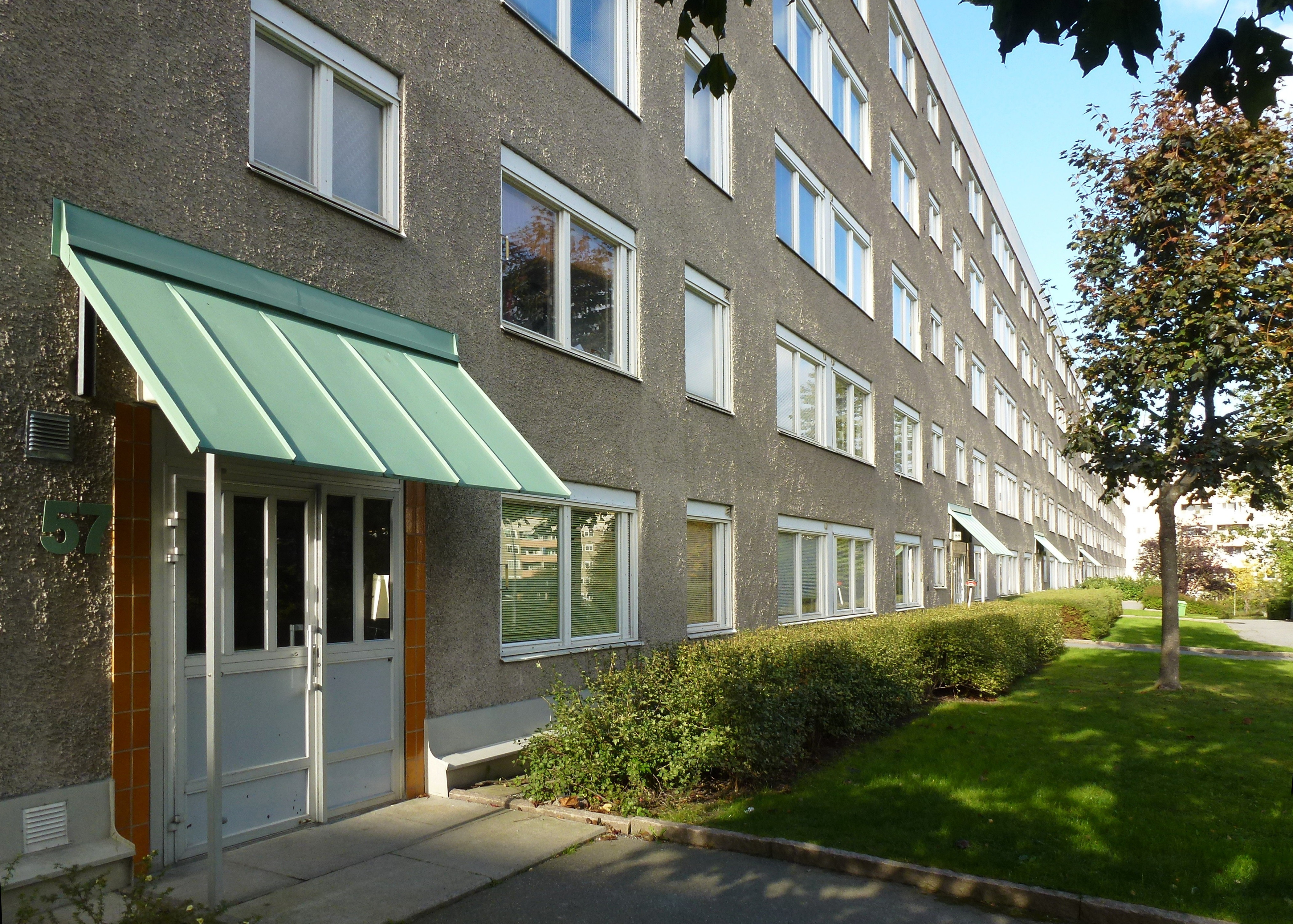
Fasaderna, gråa mot gården
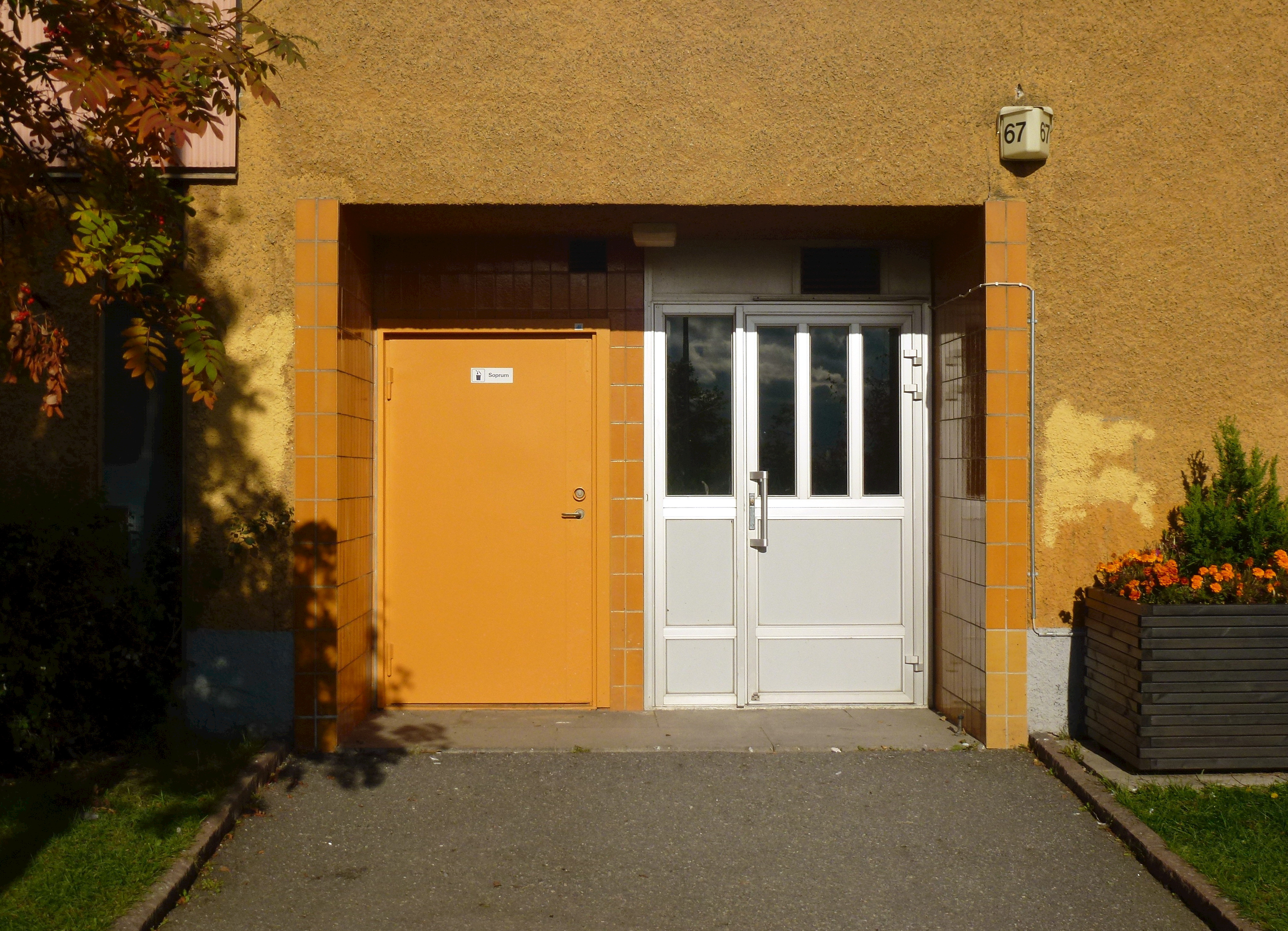
Entré från gatan
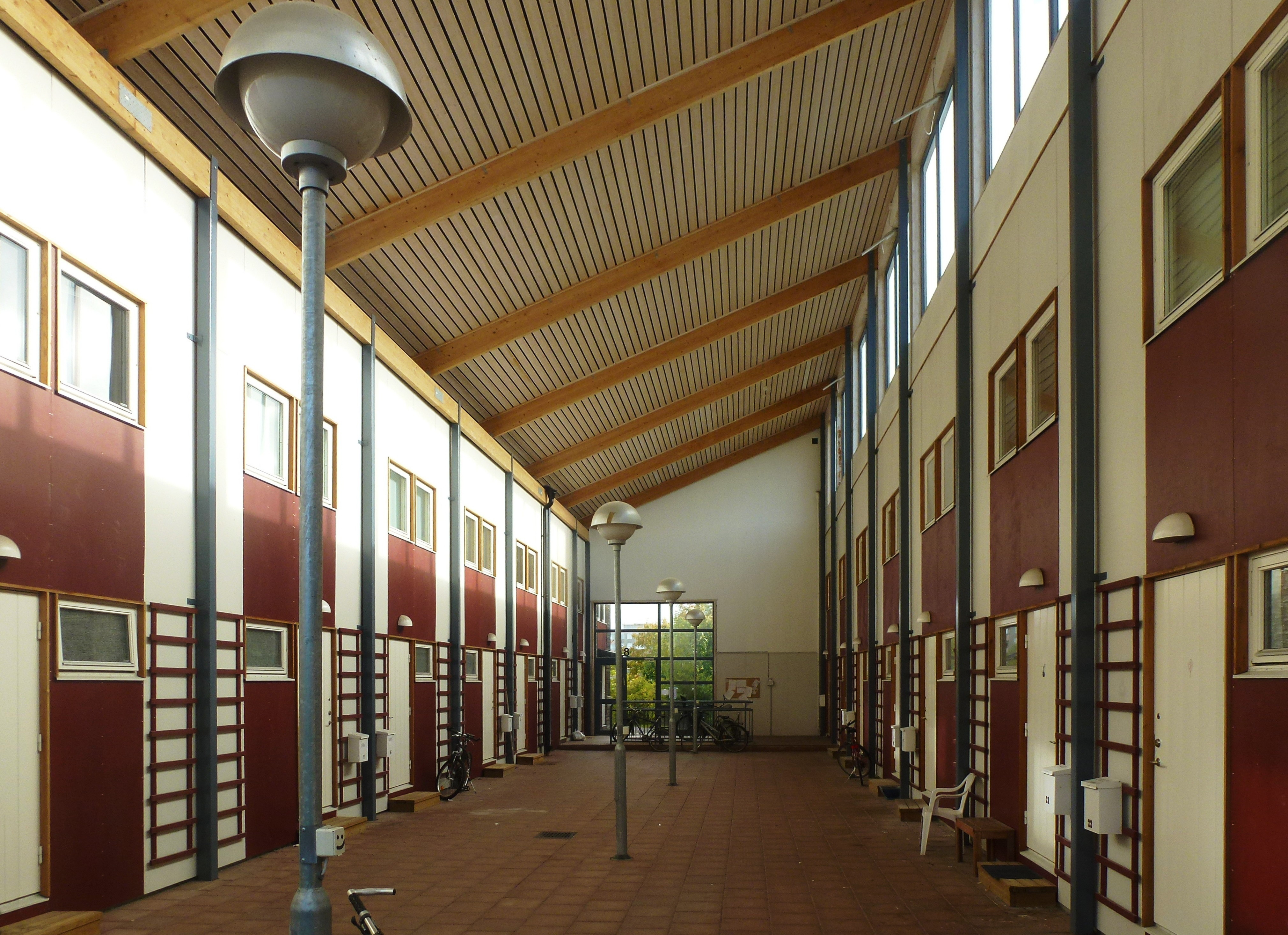
Innergården på bostadshuset som har uppförts på samma plats som f.d. Henriksdals skola. Exteriört finns likheter mellan bostadshuset och den tidigare skolan.
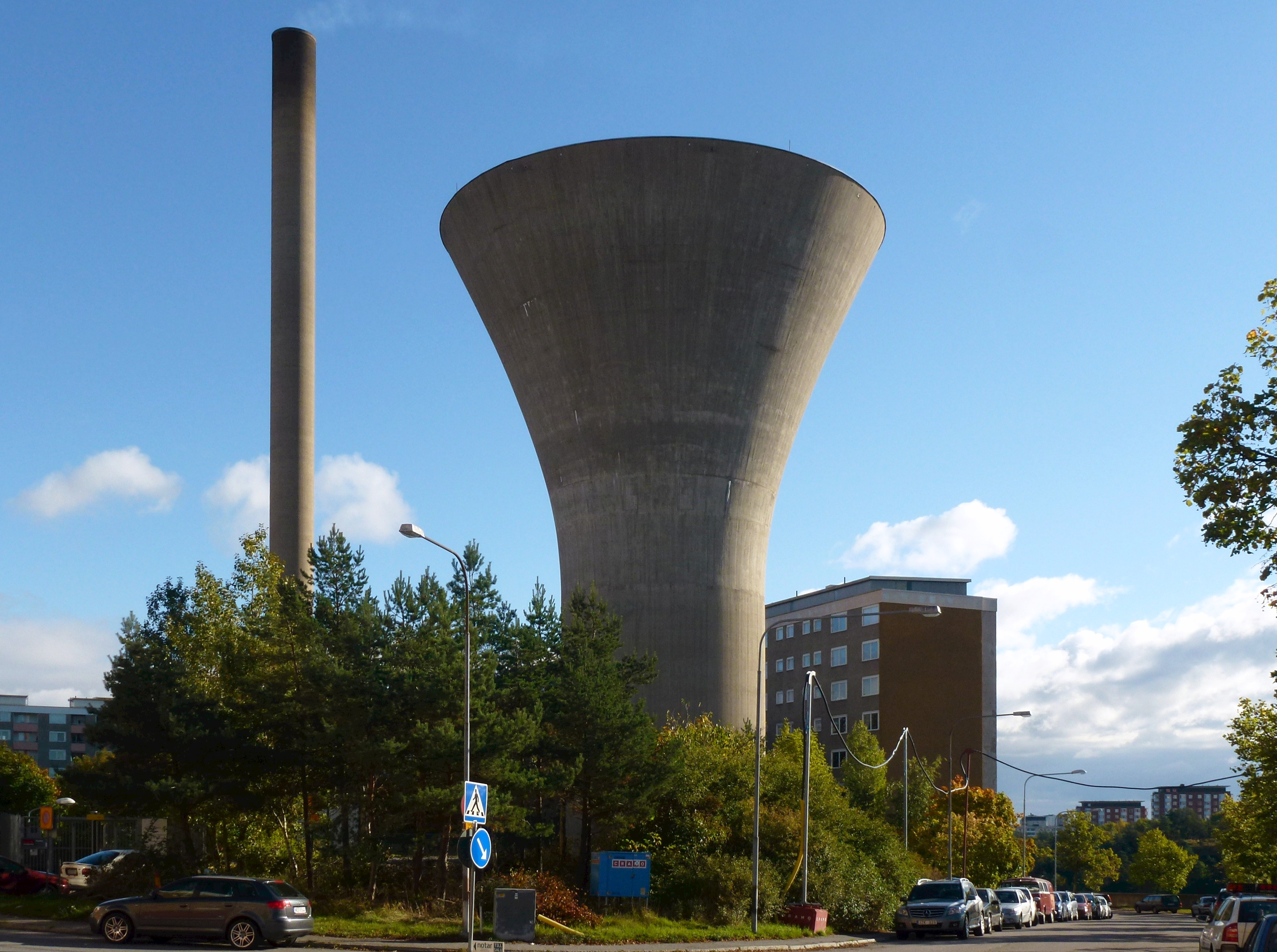
Vattentornet och pannskorsten
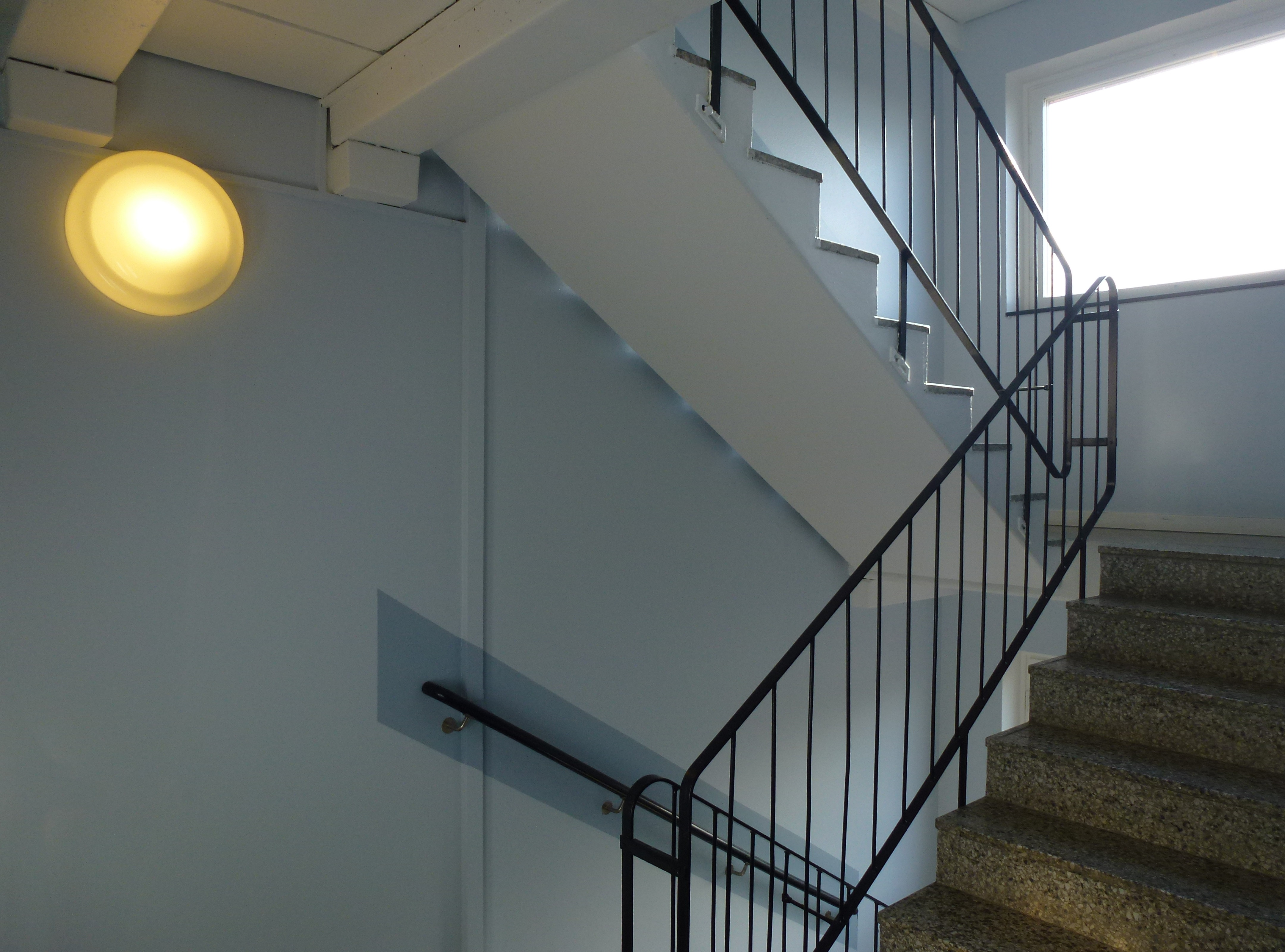
Ett av trapphusen
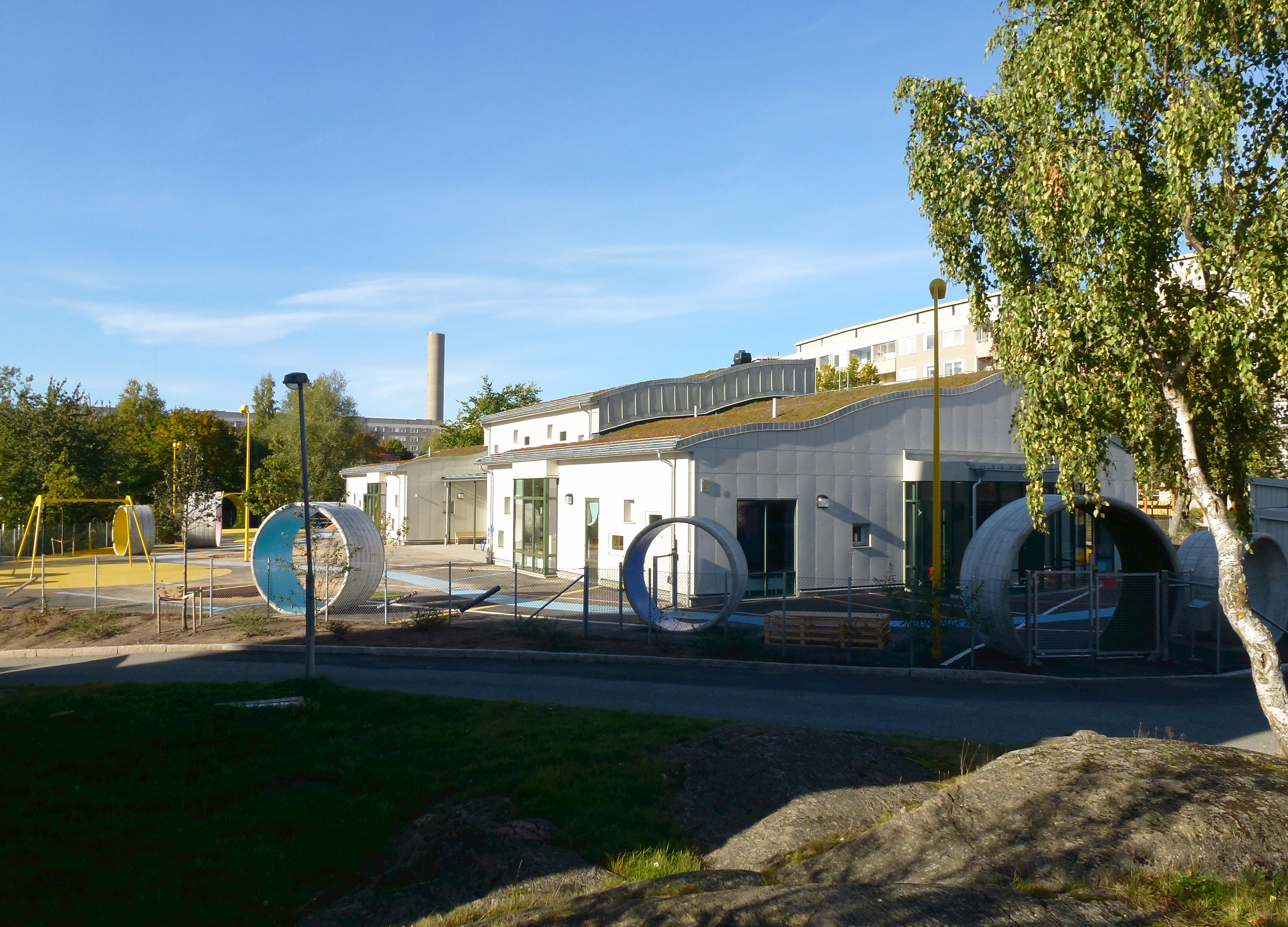
Nya förskolan
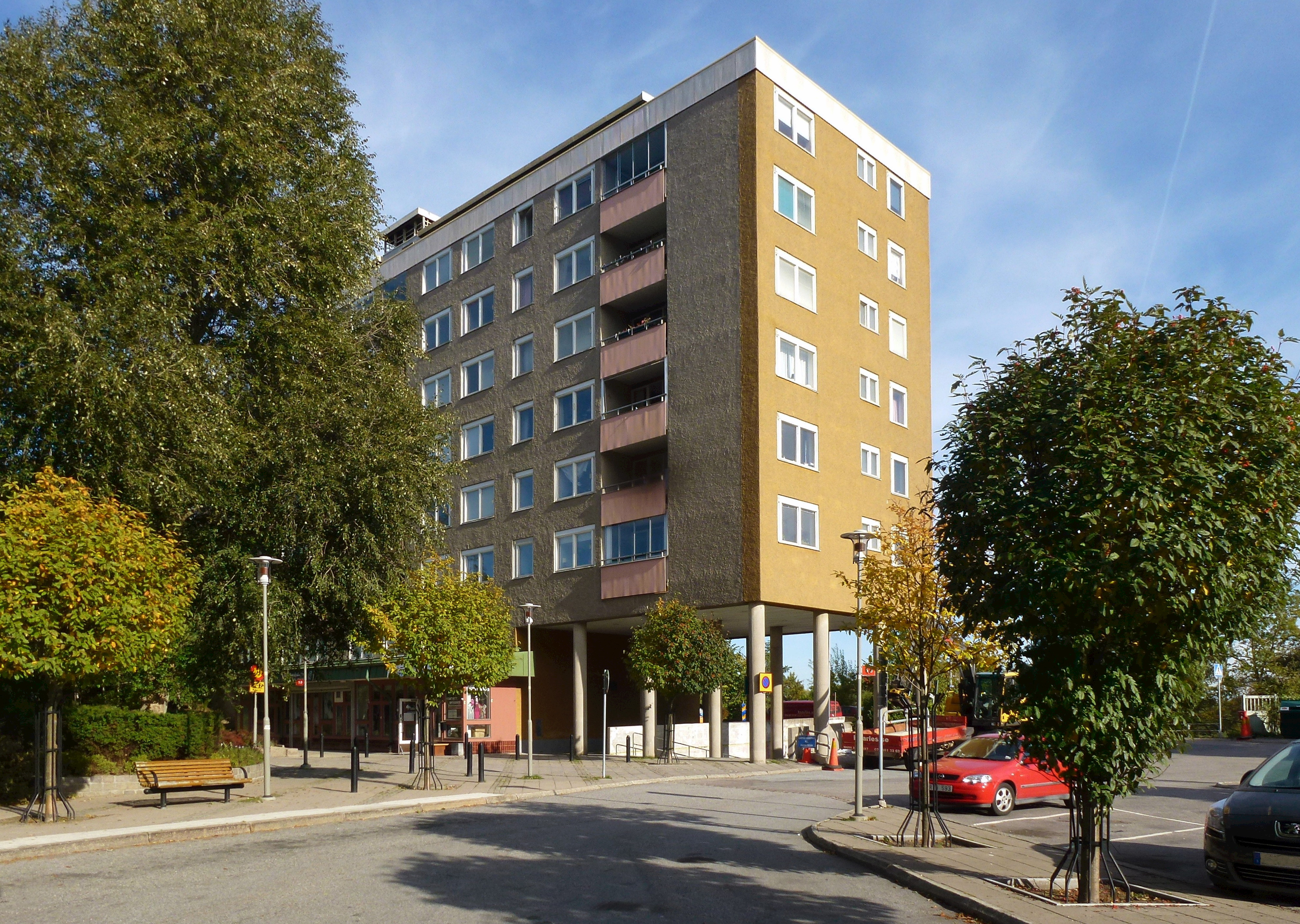
Henriksdalsbergets centrum
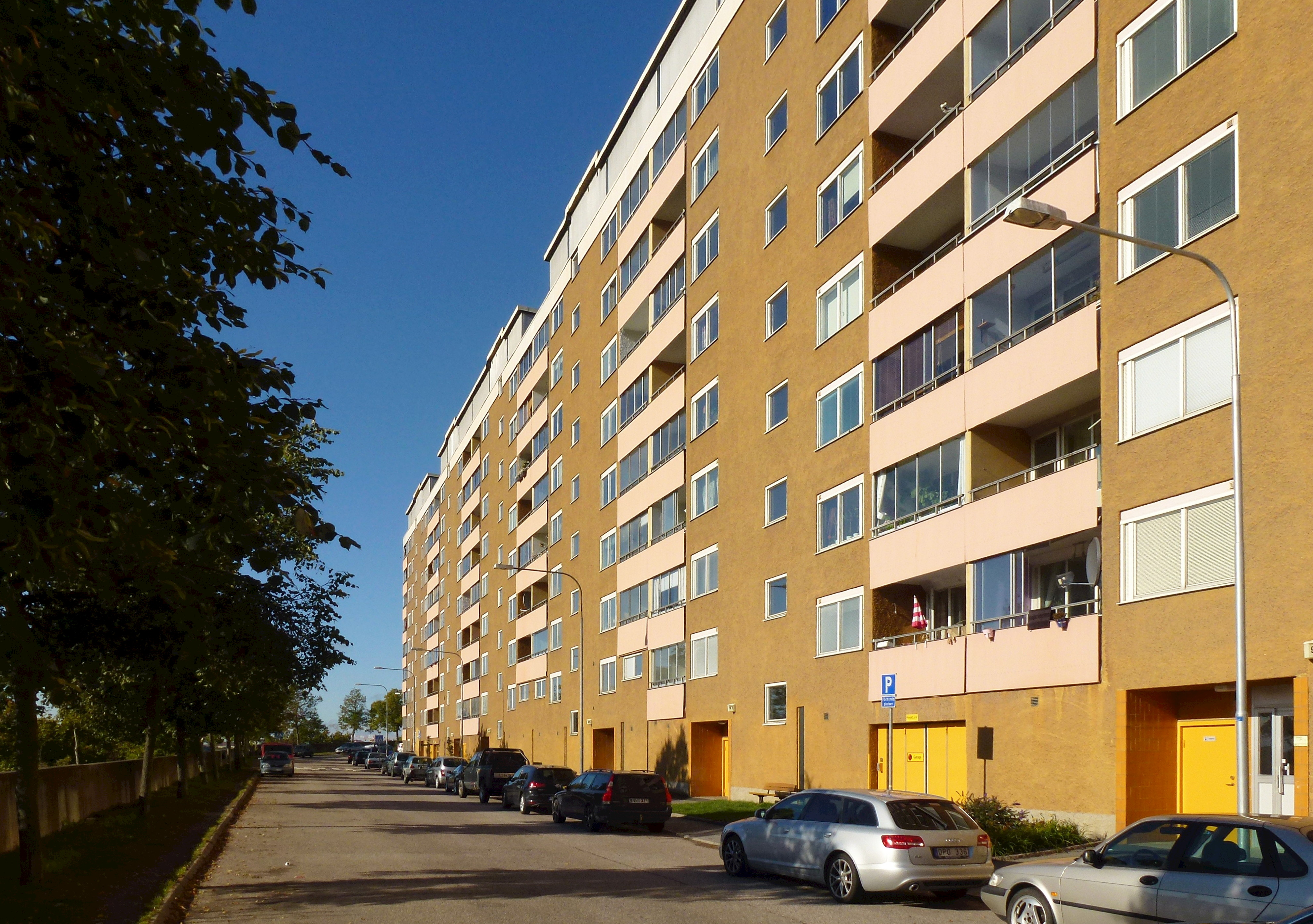
Fasaderna, gula mot gatan

## På Henriksdalsberget

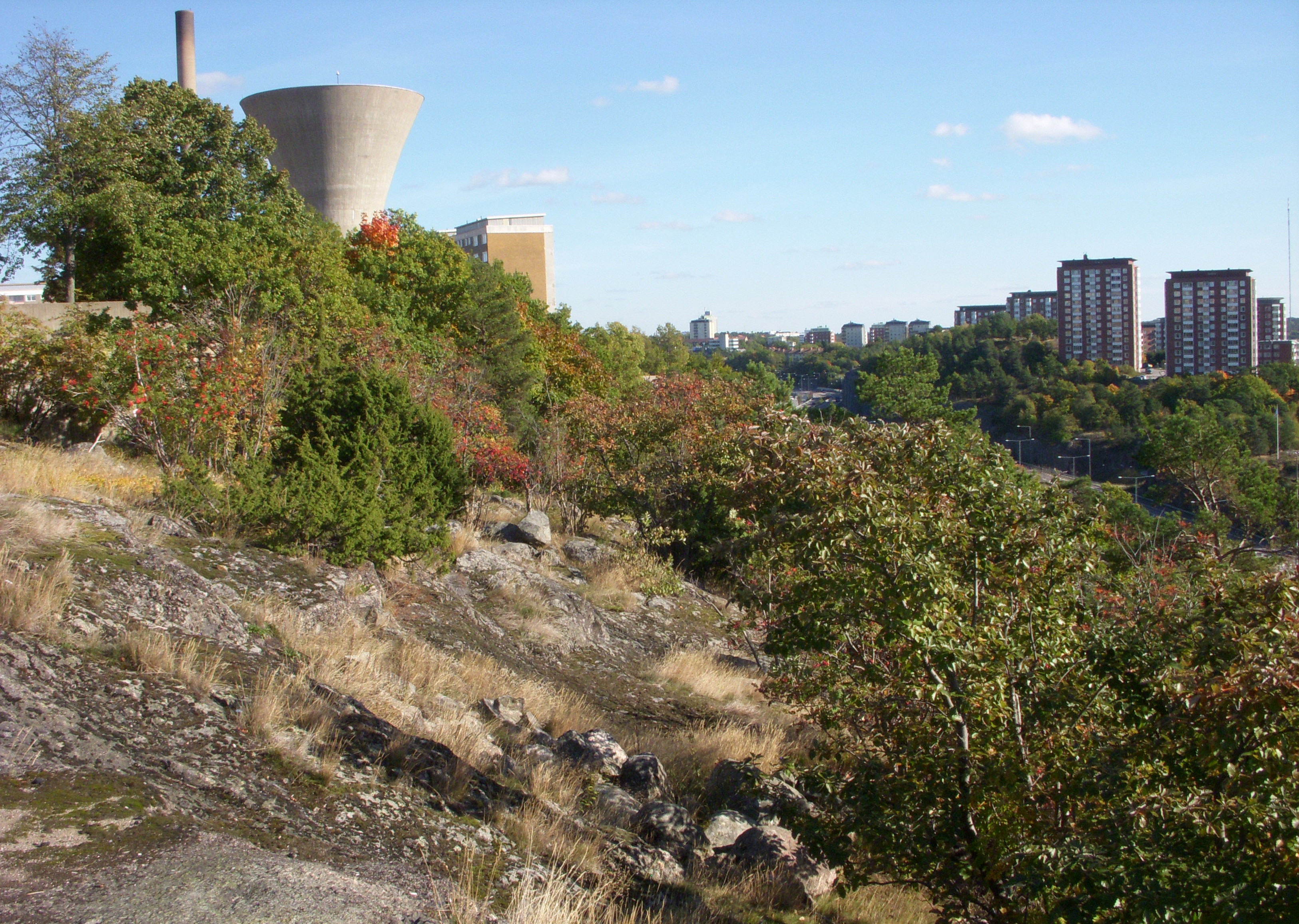
Vy mot öst
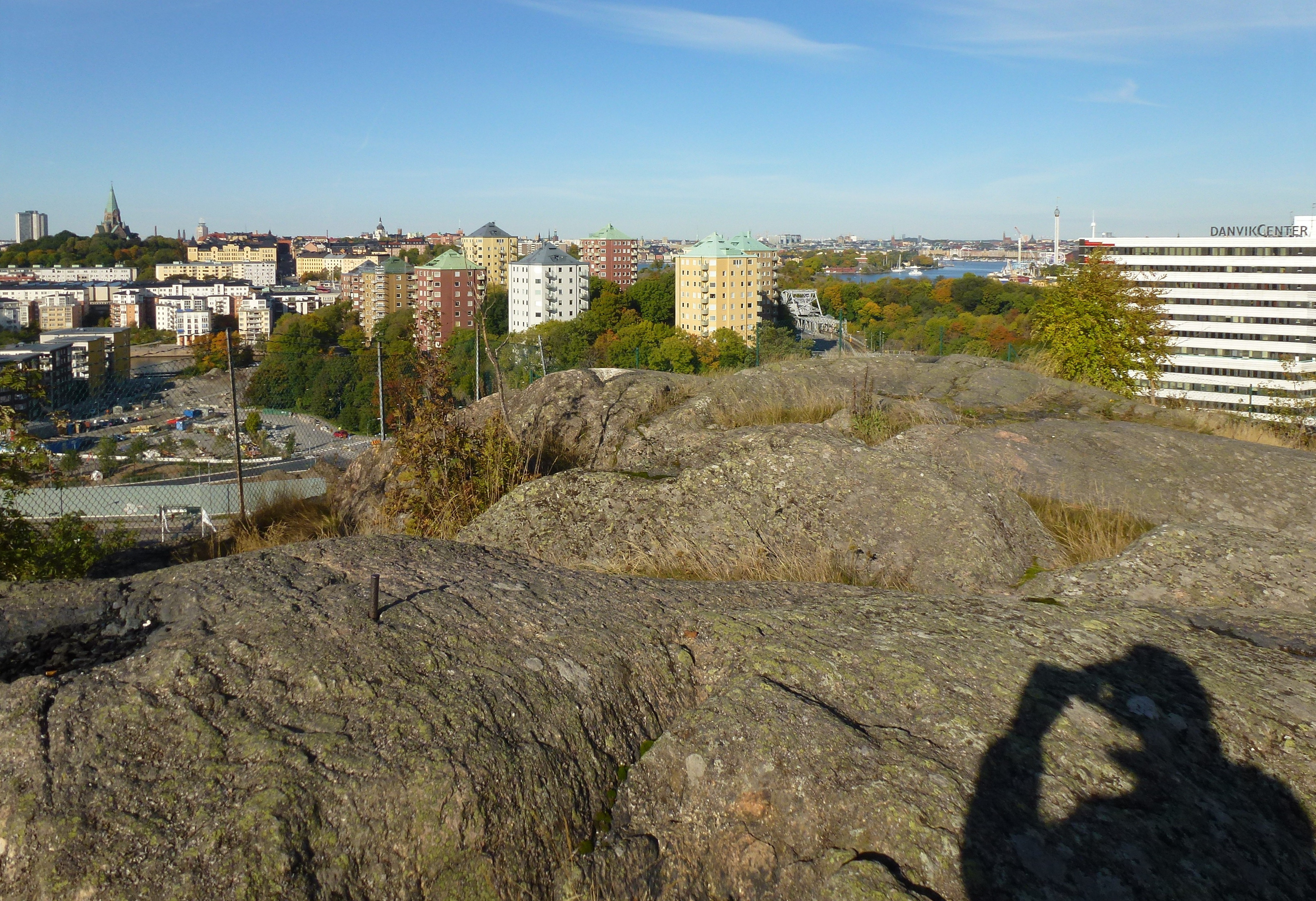
Vy mot väst
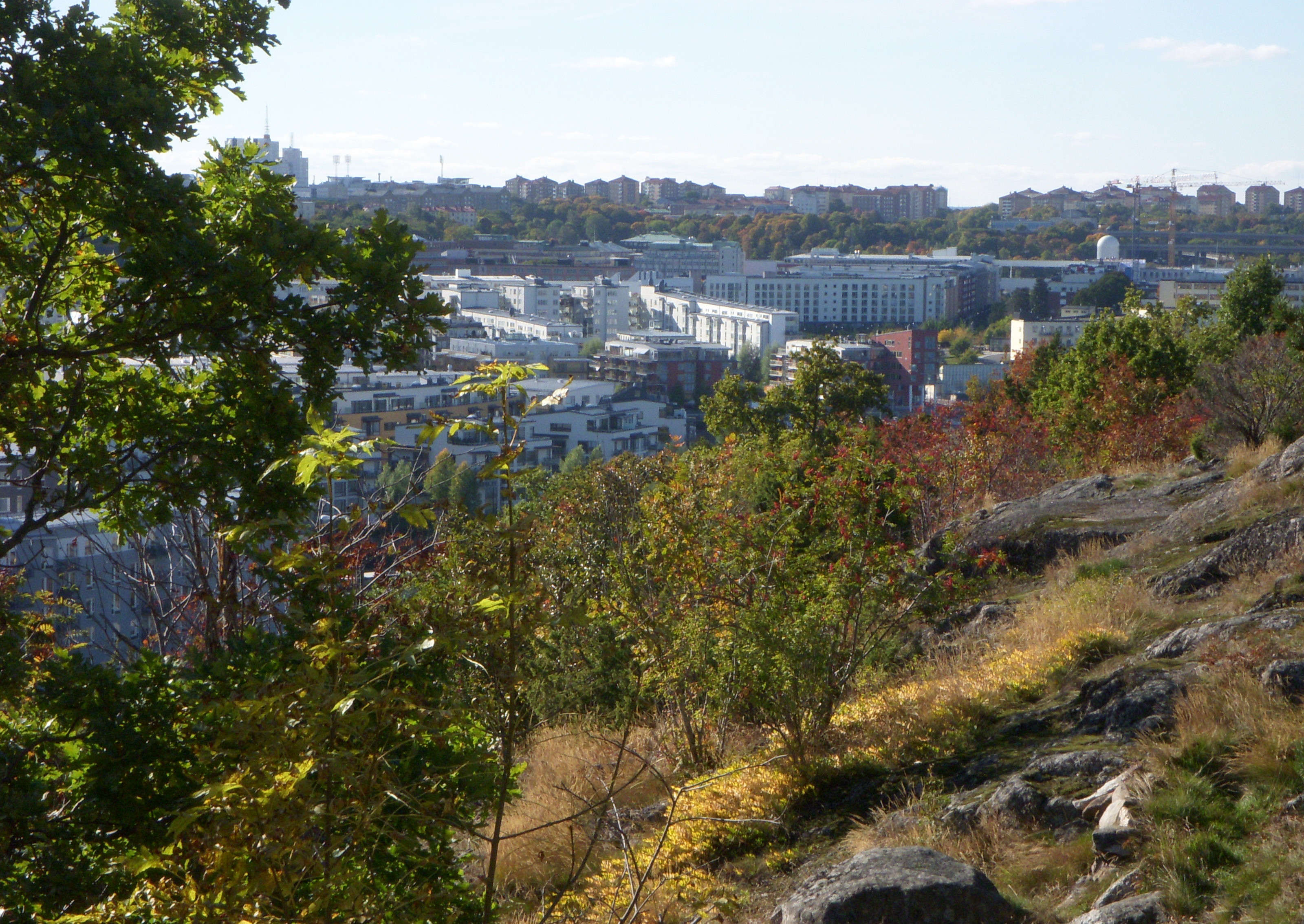
Vy mot norr
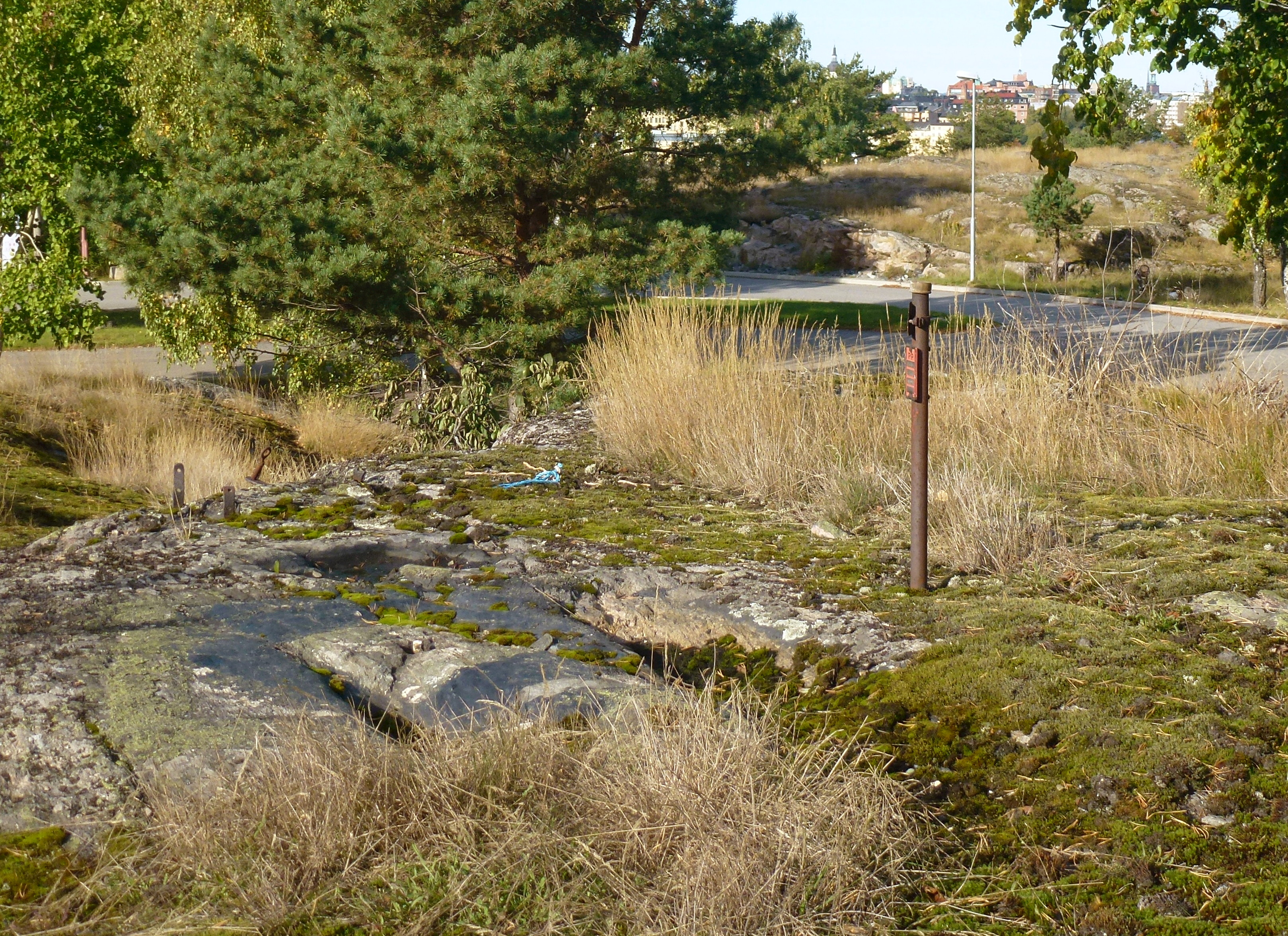
Bergets högsta punkt